# HotJava
HotJava war ein Webbrowser von Sun Microsystems, welcher komplett in der Programmiersprache Java geschrieben wurde und als erster Browser sogenannte Java-Applets ausführen konnte. Sun entwickelte den Mosaic-Clone unter dem Namen WebRunner (nach dem Film Blade Runner) ab 1994 für Java-Entwickler zum Test ihrer Programme und als Referenzplattform. Später wurde er in HotJava umbenannt.
Der Browser fand unter Entwicklern entsprechende Beachtung, erlangte im Vergleich zu damals auf dem Markt verbreiteten Browsern wie Windows Internet Explorer oder Netscape Navigator allerdings nie große Bedeutung. Dies hatte zwei Gründe. Der Browser hatte im Vergleich zu oben genannten Konkurrenten weniger Funktionalität und Features. Außerdem war HotJava durch die technischen Grenzen der damaligen Java Virtual Machine (sowohl in Bezug auf Geschwindigkeit, als auch auf Speicherbedarf) sehr langsam.
Im Jahr 2000 wurde das HotJava-Projekt offiziell eingestellt.
Die Idee eines Browsers auf Java-Basis wurde kurz nach der Veröffentlichung von HotJava Ende 1997 von Netscape aufgegriffen. Netscape kündigte im Dezember 1997 die Entwicklung des Javagator (eine Zusammensetzung aus Java und Netscapes damals verbreitetem Netscape Navigator) an. Das Projekt wurde allerdings vor einer Veröffentlichung bereits im darauffolgenden Jahr wieder eingestellt. Einen weiteren Versuch eines in Java geschriebenen Webbrowser stellt das Jazilla-Projekt dar, welches zwar nie offiziell eingestellt wurde, aber seit 2006 keine Neuigkeiten oder Updates mehr hervorgebracht hat.